# Tate (televizijska serija)
Tate je srbijanska televizijska serija. Snimljena je prema argentinskoj licenci telenovele Sres. papis.
Glavni redatelji su Stanko Crnobrnja, Vlada Aleksić i Filip Čolović.
Talavizijska serija sastoji se od dvije sezone: prva od 88 epizode, a druga od 92 epizode. Posljednja epizoda emitirana je 19. veljače 2021. godine na Prvoj TV u Srbiji.

## Radnja
Radnja serije smještena je u Beograd. Glavni likovi su četiri oca: Petar, Vlada, Marko i Toma. Oni su moderni muškarci, koji kroz očinstvo postaju prijatelji. Vlada je tradicionalni i pomalo grub vlasnik pizzerije, otac trojice dječaka koji ima probleme sa ženom zbog ljubomore. Marko je nezadovoljni glumac, koji ima nestabilan posao, bivšu ženu i dvije kćerke, ali i novu, ambicioznu ženu, koja mu je rodila sina. Petar je uspješni odvjetnik, koji je zaljubljen u sebe i svoj način života, koji se iz korijena mijenja kada shvati da ima sina za koga nije znao. Toma je uglađeni veterinar, koji se doselio u Beograd s kćerkom, posle smrti supruge, kako bi počeo novi život. Životi ove četvorice junaka isprepleću se na neobičan način, što će dovesti do različitih životnih obrta, smjeh, intriga, suza, rastanaka, novih ljubavi i prijateljstava u koje će biti upleteni razni ljudi, njihovi prijatelji, žene, djevojke i suradnici.

## Pregled serije
| Sezona | Sezona | Epizoda | Originalno emitiranje | Originalno emitiranje |
| Sezona | Sezona | Epizoda | Premijera sezone      | Kraj sezone           |
| ------ | ------ | ------- | --------------------- | --------------------- |
|        | 1      | 88      | 27. siječnja 2020.    | 12. lipnja 2020.      |
|        | 2      | 92      | 15. rujna 2020.       | 19. veljače 2021.     |

## Glazba
Naslovnu pjesmu "Prijatelji" izvodi Marija Šerifović. 

## Glumačka postava
| Glumac/glumica          | Lik                         | Sezona |
| ----------------------- | --------------------------- | ------ |
| Filip Juričić           | Petar Malbaša               | 1      |
| Milan Kalinić           | Petar Malbaša               | 2      |
| Andrej Šepetkovski      | Marko Kršić                 | 1-2    |
| Branko Janković         | Vladimir „Vlada” Bambulović | 1-2    |
| Miljan Prljeta          | Toma Dugošija               | 1-2    |
| Ljubinka Klarić         | Eleonora „Lola” Kaćanski    | 1-2    |
| Jelica Sretenović       | Veliborka „Vega” Dugošija   | 1-2    |
| Miki Damjanović         | Zdravko Radić               | 1-2    |
| Anja Alač               | Dunja                       | 1-2    |
| Marijana Mićić          | Gorica Ugrica               | 1-2    |
| Jovana Jelovac Cavnić   | Simče                       | 1-2    |
| Tašana Đorđević         | Miona Bambulović            | 1-2    |
| Katarina Žutić          | Ruža Šišarica               | 1-2    |
| Sonja Kolačarić         | Jasna Matavulj              | 1-2    |
| Tamara Radovanović      | Ema Ugrica                  | 1-2    |
| Srđan Jovanović         | Zaviša "Tvrdi"              | 1-2    |
| Staša Nikolić           | Iva Kršić                   | 1-2    |
| Lucija Vujović          | Mia Kršić                   | 1-2    |
| Nikola Brun             | Predrag „Peki” Bambulović   | 1-2    |
| Jovan Paunović          | Kosta „Koki” Bambulović     | 1-2    |
| Marko Kovačević         | Filip „Fiki” Bambulović     | 1-2    |
| Gavrilo Ivanković       | Bole Dovijanić              | 1-2    |
| Maša Jovičić            | Janja Dugošija              | 1-2    |
| Luka Markišić           | Sreten                      | 1-2    |
| Marija Jovanović        | Tijana Dovijanić            | 1-2    |
| Nada Blam               | Koviljka Dovijanić          | 1-2    |
| Dušan Ašković           | upravnik Gavra              | 1-2    |
| Dušanka Stojanović Glid | tetka Jagoda                | 1      |
| Dragana Đurđević        | policajka                   | 1-2    |
| Nataša Janković         | socijalna radnica           | 2      |
| Ivan Tomić              | Vlatko                      | 1      |
| Nikola Dragašević       | Sretenov drug               | 1-2    |
| Nela Mihailović         | Blaženka, Dunjina majka     | 1-2    |
| Ivan Zablaćanski        | Ozren                       | 1-2    |
| Boris Pingović          | Lazar, Dunjin otac          | 1-2    |
| Rade Ćosić              | Mionin šef                  | 1-2    |
| Iskra Brajović          | Laura                       | 1-2    |